# Itchan Kala
Itchan Kala (tiếng Uzbek: Ichan-Qаl’а) là khu phố cổ bên trong bức tường thành phố ốc đảo Khiva, Uzbekistan. Từ năm 1990, nó đã được UNESCO công nhận là Di sản thế giới. Đây là nơi lưu giữ hơn 50 di tích lịch sử và 250 ngôi nhà cổ, có niên đại chủ yếu từ thế kỷ thứ 18 hoặc 19. Chẳng hạn, Nhà thờ Hồi giáo Djuma được thành lập có niên đại thế kỷ 10 và được xây dựng lại từ năm 1788 đến 1789, mặc dù đại sảnh có cột đỡ trần nổi tiếng của nó vẫn lưu giữ 112 cột đá được lấy từ các cấu trúc cổ xưa khác.
Các tính năng ngoạn mục nhất của Ichan Kala là những bức tường gạch có lỗ châu mai và bốn cổng, mỗi bên là một pháo đài hình chữ nhật. Mặc dù các nền móng được cho là đã có từ thế kỷ thứ 10, những bức tường cao 10 mét (33 ft) ngày nay đã được dựng lên chủ yếu vào cuối thế kỷ 17 và sau đó được sửa chữa lại trong các giai đoạn sau đó.

## Hình ảnh

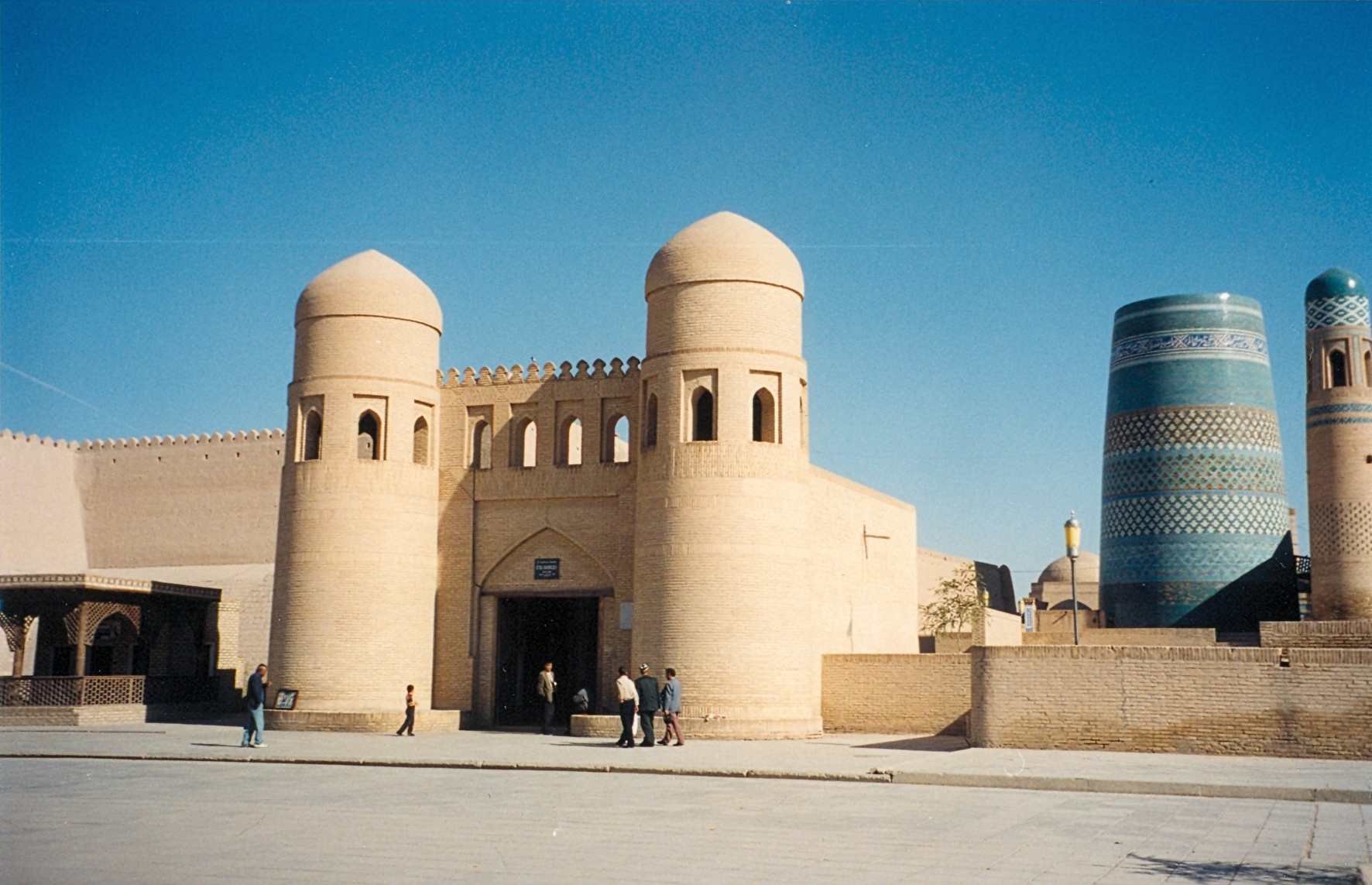
Cổng Tây
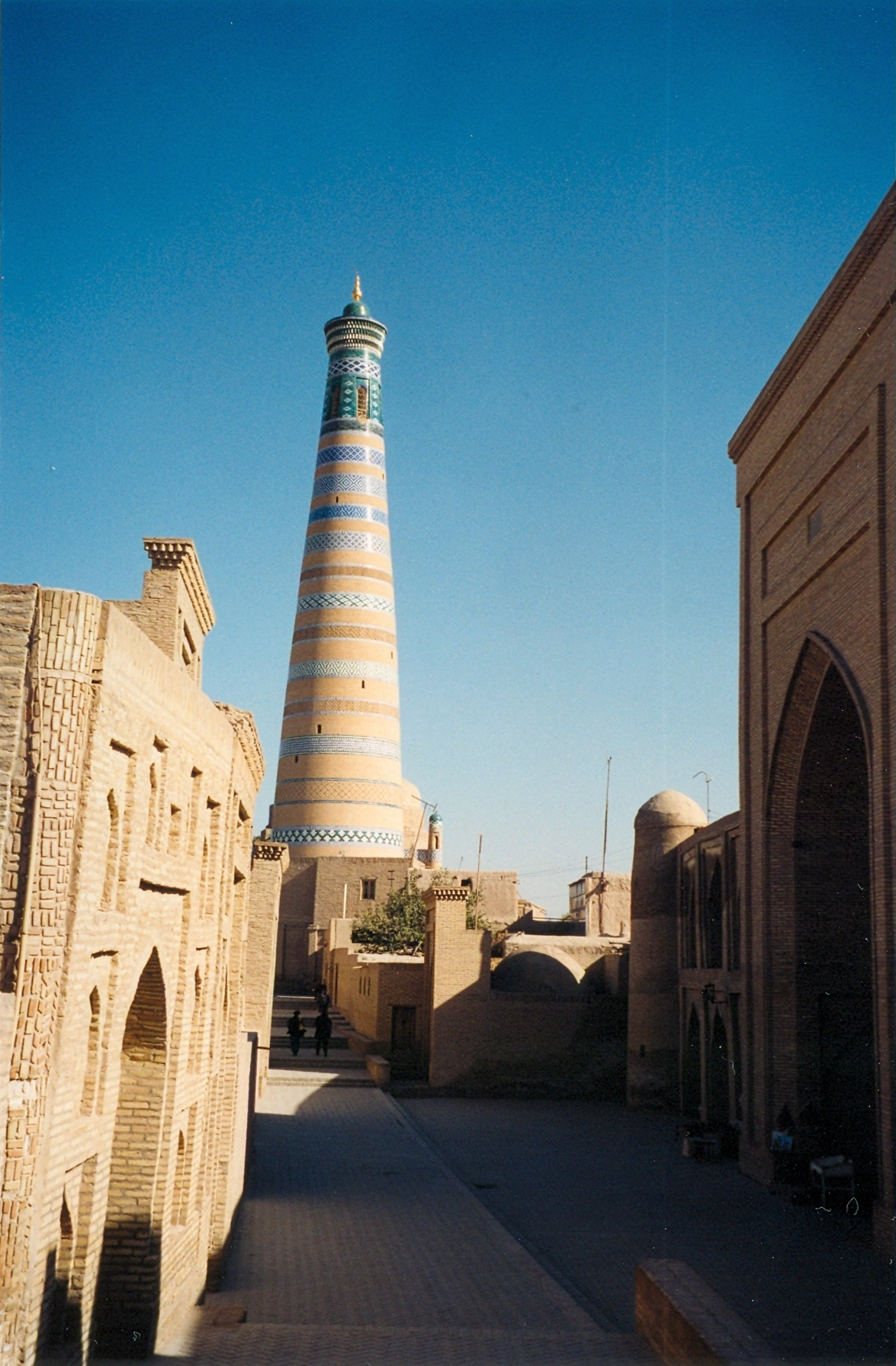
Một con đường trong thành cổ
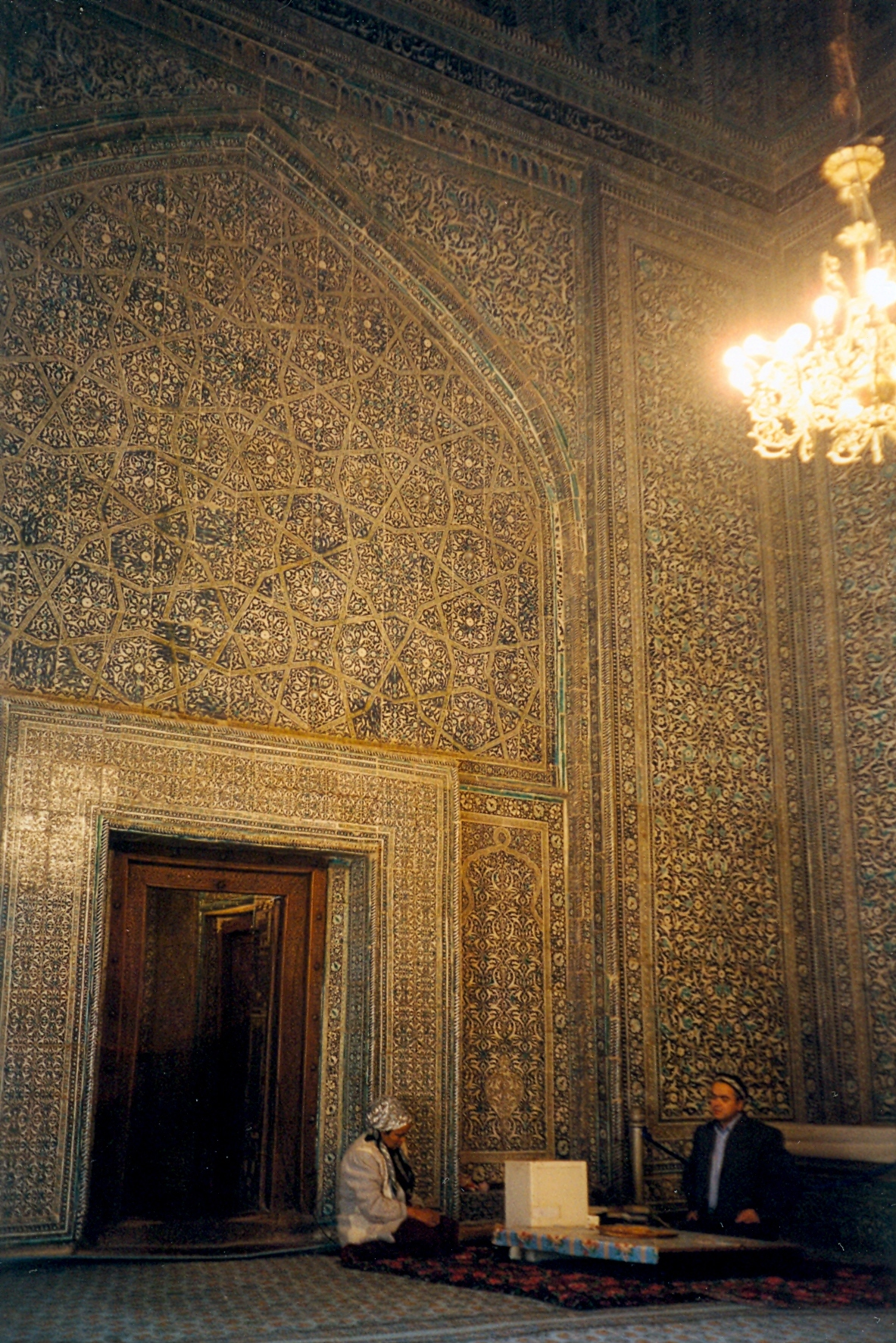
Bên trong lăng mộ của Pahlavān Mahmoud